# Ветер странствий (фильм)

Кадр из фильма «Ветер странствий»

«Ве́тер стра́нствий» — приключенческая драма режиссёра Юрия Егорова по мотивам произведений М. Пришвина «Кладовая солнца» и «Корабельная чаща».

## Сюжет
Деревенские дети Митраша и Настя в годы Великой Отечественной войны отправляются через всю страну, чтобы встретиться со своим отцом, попавшим после тяжёлого ранения в госпиталь.

В фильме нет военных событий, но путешествие двух деревенских ребят через леса и поля в далекий госпиталь к раненому отцу позволило автору дать широкую панораму образов добрых людей, помогавших детям на их тернистом пути.— Необыкновенные годы: страницы истории детского кино / Кира Константиновна Парамонова. - М.: Серебряные Нити, 2005. - 254 с. - с. 107

## В ролях
- Галина Астахова — Настя
- Сергей Кузнецов — Митраша
- Владимир Марченко — Василий Весёлкин
- Юрий Назаров — Мануйло
- Сергей Яковлев — дедушка Онисим
- Марина Яковлева — Марфутка
- Иван Екатериничев — Михалыч
- Александр Жданов — Степан
- Алексей Зайцев — Платон
- Аркадий Пышняк — дядя Кузьма
- Максим Пучков — сирота из блокадного Ленинграда
- Алевтина Румянцева — Алевтина
- Нина Чуб — лётчица
- Юрий Катин-Ярцев — эпизод
- Наина Хонина — Укорина

## Съёмочная группа
- Сценарий: Юзеф Принцев, Юрий Егоров
- Режиссёр-постановщик: Юрий Егоров
- Оператор: Александр Мачильский
- Звукорежиссёр: Дмитрий Боголепов
- Художник-постановщик: Игорь Бахметьев
- Композитор: Марк Фрадкин
- Песню исполняет Дима Голов, солист Большого Детского хора Всесоюзного радио и Центрального телевидения